# Kathy Ahern
Pour les articles homonymes, voir Ahern.
Kathy Ahern, née le 7 mai 1949 à Pittsburgh (États-Unis) et morte le 6 juillet 1996 à Fountain Hills (États-Unis), est une golfeuse professionnelle américaine.
Elle y est l'une des meilleures golfeuses du circuit dans les années 1960 et 1970 remportant un tournoi majeur - le Championnat de la LPGA en 1972 . Elle compte au total trois victoires professionnelles, toutes sur le circuit LPGA.

## Palmarès

### Victoires professionnelles
| N° | Date       | Circuit principal | Tournoi                | Score           | Par | Marge   | Finaliste    |
| -- | ---------- | ----------------- | ---------------------- | --------------- | --- | ------- | ------------ |
|    | 11/06/1972 | LPGA              | Championnat de la LPGA | 75-73-76-69=293 | + 1 | 6 coups | Jane Blalock |